# Big Alcove Spring
Big Alcove Spring est une source chaude située dans le Norris Geyser Basin dans le parc national de Yellowstone aux États-Unis.
En 1996, la température de l'eau était de 92,4 °C.